# Hubo (Belgien)
 Ikke at forveksle med Hubo (Nederlandene).
Hubo er en belgisk byggemarkedskæde med 150 butikker i Belgien.
Den første butik med navnet Hubo åbnede i 1969; den nederlandske Houthandel Utrecht Bedrijven Organisatie (HUBO). Den første belgiske Hubo åbnede i 1976.
I 1992 overtog belgiske investorer 28 hubo-butikker i det vestlige Belgien fra det nederlandske holdingselskab. I 2013 blev Hubo i Belgien en 100 % belgisk koncern.